# Battaglia della Cernaia
La battaglia della Cernaia (in russo Сражение на Чёрной речке?, Sraženie na Čërnoj rečke, "Battaglia del Fiume Nero") fu un evento bellico della guerra di Crimea, che ebbe luogo il 16 agosto 1855 nei dintorni di Sebastopoli lungo il fiume Čërnaja e vide contrapposte le truppe dell'Impero russo a quelle alleate di Francia, Impero ottomano e Regno di Sardegna.
È nota anche come battaglia di Traktir per via del ponte in muratura in prossimità del quale vi furono le ostilità più accese tra gli schieramenti.
L'esito fu favorevole alla coalizione franco-ottomano-sabauda nonostante l'inferiorità numerica rispetto alle truppe imperiali; la vittoria aprì la strada all'occupazione di Sebastopoli e, circa sei mesi più tardi, alla fine della guerra con la sconfitta russa.
Dal punto di vista politico e diplomatico, altresì, il valore dimostrato in battaglia dalle truppe savoiarde in campo permise al governo di Torino di sedersi da vincitore al tavolo delle trattative post-belliche e di sostenere in tale sede le ragioni dell'unificazione d'Italia.

## Antefatti
La battaglia fu pianificata come un'offensiva da parte dei russi con l'obiettivo di contenere le forze alleate (francesi, inglesi, sarde e ottomane) impegnate nel sanguinoso assedio di Sebastopoli. Lo zar Alessandro II, consapevole che la piazzaforte russa non poteva resistere ancora a lungo, aveva ordinato al suo comandante in capo in Crimea, il principe Gorčakov, di attaccare le forze assedianti prima che fossero raggiunte da ulteriori rinforzi. Il sovrano sperava che, ottenendo una vittoria, avrebbe potuto ottenere condizioni più favorevoli una volta intavolate le trattative di pace. Gorčakov non pensava che un attacco avrebbe avuto successo, ma credeva che attaccando le posizioni francesi e sarde sul fiume Cernaia si sarebbe potuto conseguire un qualche risultato positivo. Lo zar ordinò così a Gorčakov di tenere un consiglio di guerra per pianificare l'attacco. L'attacco fu pianificato per la mattina del 16 agosto nella speranza di sorprendere i francesi e i sardi. I primi infatti il giorno prima avevano celebrato la festa dell'imperatore, mentre i secondi il giorno dell'Assunzione. I russi speravano così che dopo queste celebrazioni il nemico sarebbe stato stanco e avrebbe abbassato la guardia.

## Le forze in campo
Le forze degli alleati erano così schierate: un corpo francese, guidato dal generale Émile Herbillon occupava i monti Fedjuchin con la divisione del generale Camou a sinistra. La divisione del generale Faucheux a destra. Nel vallone che era stato teatro della carica di Balaklava, era dislocata la divisione di cavalleria Morris e dietro ancora la divisione Scarlett.
Il Corpo Sardo occupava il monte Hasfort con la divisione del generale Durando (Seconda Brigata Fanti, Terza brigata Cialdini) sulla destra del torrente Suaia e la divisione Trotti (Quarta brigata Montevecchio, Quinta brigata Mollard e in riserva la Giustiniani) presso Kamara. Il generale Pélissier, comandante delle forze alleate aveva il Quartier generale presso Cadikoi. Sulla destra della Cernaia erano state costituite due teste di ponte, una francese che aveva il compito di difendere il ponte in muratura di Traktir, l'altra piemontese, che doveva eliminare l'inconveniente del dominio del contrafforte di Ciorgune che comprendeva le opere di zig-zag. Le opere di zig-zag erano presidiate da tre compagnie del 16° di fanteria e tre di bersaglieri. Tutte queste truppe appartenevano al Corpo d'osservazione proteggente l'assedio di Sebastopoli tenuto da truppe franco-inglesi.

## La battaglia

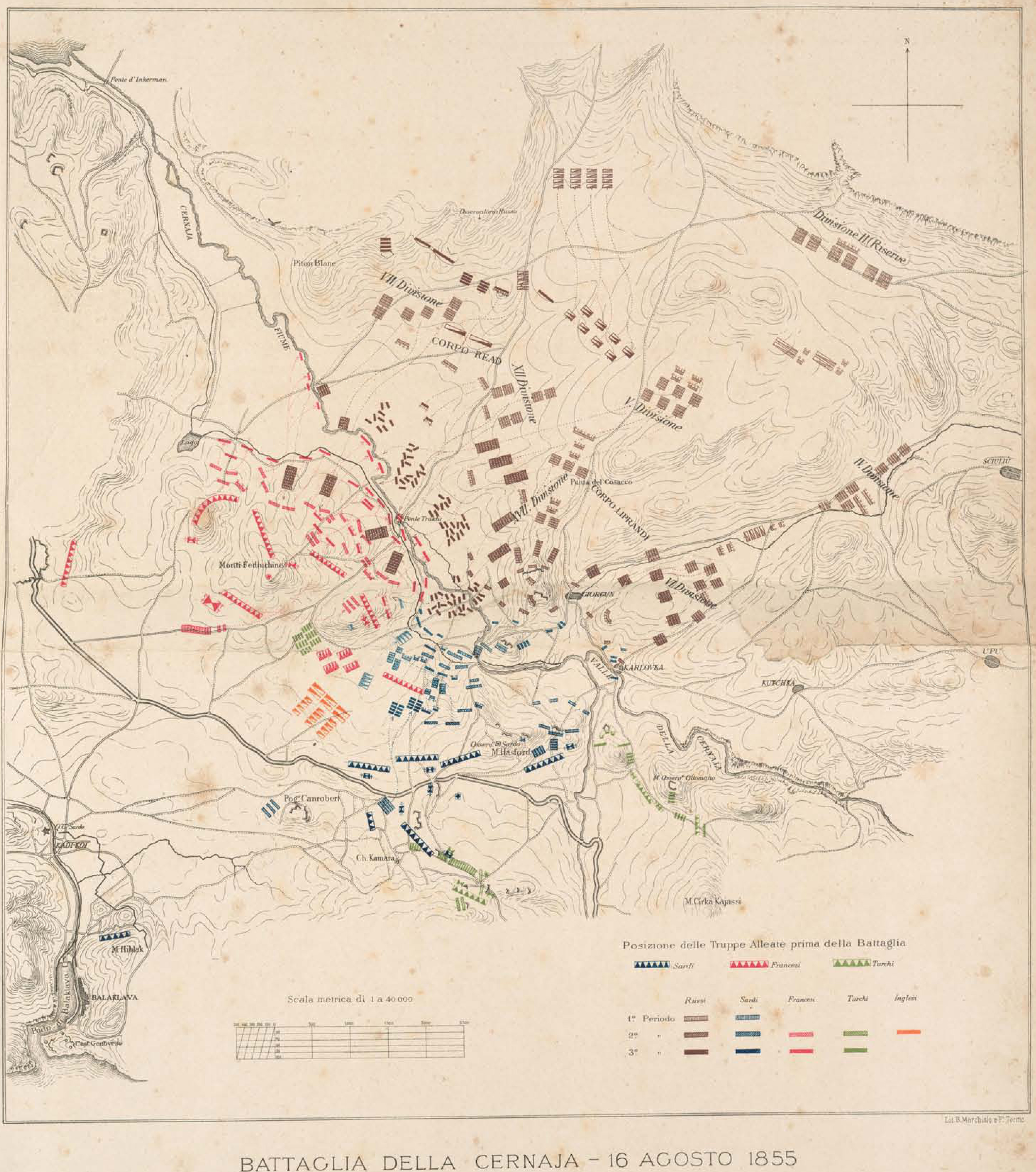
Piano della battaglia della Cernaia.

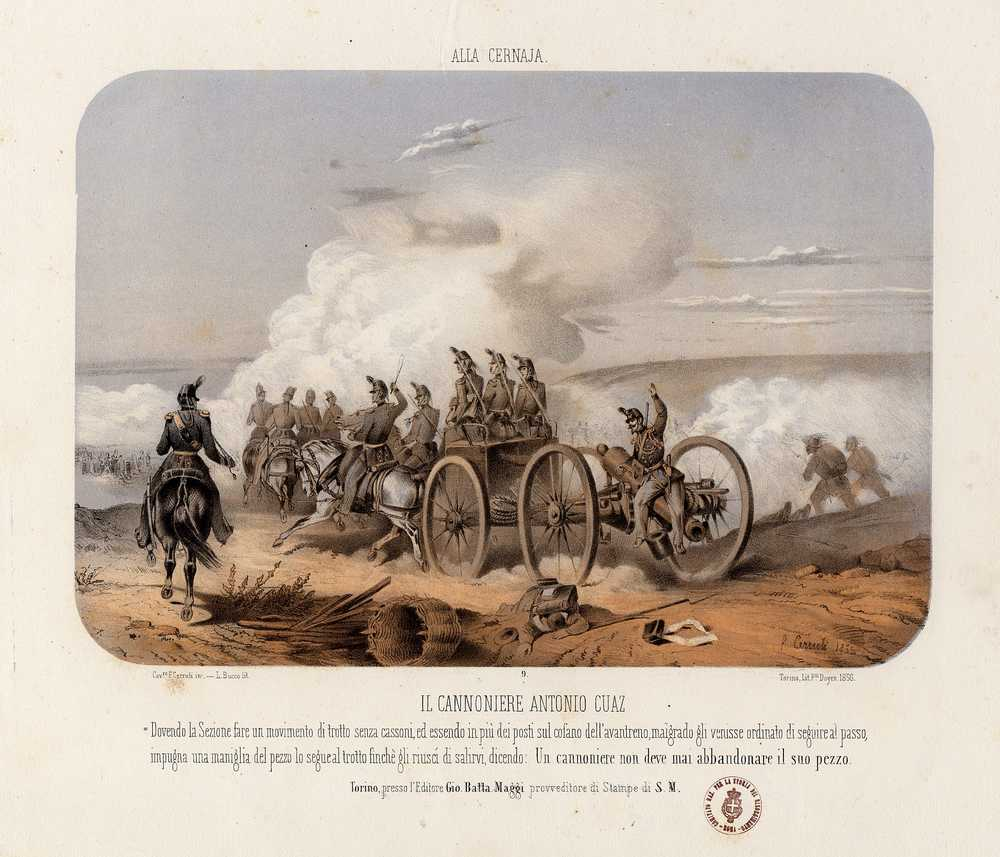
Episodio di eroismo del cannoniere Antonio Cuax alla Cernaia.

Con l'aiuto della foschia mattutina i russi, forti di circa 57 000 uomini e circa 270 pezzi d'artiglieria, avanzarono sino al ponte di Tratkir. Le forze zariste, suddivise in due colonne guidate rispettivamente dai generali Pavel Petrovič Liprandi e Nikolaj Anrdeevič Read, avevano avuto l'ordine categorico dal generale Gorčakov di non attraversare il Cernaia. Dopo un infruttuoso bombardamento sulle linee franco-piemontesi, Gorčakov inviò il suo aiutante di campo dai generali Liprandi e Read con un messaggio: "È ora di incominciare!". I due ufficiali, visto che le artiglierie avevano già sparato pensarono, erroneamente, che il messaggio ordinasse l'attraversamento del fiume e l'attacco alle posizioni nemiche. Così, verso le quattro del mattino, quando ancora era buio, la testa della colonna di Liprandi assalì l'avamposto piemontese di Zig-Zag, difeso da tre compagnie del 16° e tre compagnie di bersaglieri. Dopo un'ora di accanita resistenza i trecentocinquanta difensori ripiegarono sul poggio. Questa posizione fu tenuta durante tutta la battaglia, e ciò ebbe conseguenze notevoli per il suo sviluppo e per il suo esito vittorioso. Poco dopo la colonna Read, posta sull'ala destra del fronte di battaglia, passava la Cernaia e assaliva, senza l'appoggio della cavalleria e la copertura dell'artiglieria, le forze francesi che difendevano i monti Fedjuchin. La ridotta di Traktir fu presa dai russi, ma ben presto, questi, presi sotto il fuoco della divisione Camou, non ressero e si ritirarono oltre la Cernaia. La brigata De Faille intanto interveniva e riprendeva la ridotta di Traktir.
Alle 6 del mattino Gorčakov inviava la 5ª Divisione a sostituire la 12ª e faceva convergere sul fianco francese la 17ª. Il generale Herbillon fronteggiava questo movimento, ma nuovamente i russi riuscivano a riprendere la ridotta di Traktir. La 5ª Divisione, per ordine di Read, attaccò i francesi gradualmente, reggimento dopo reggimento, riportando perdite gravissime. Nel giro di pochi minuti infatti circa 2000 soldati russi erano stati uccisi. Deciso a porre fine al massacro Gorčakov ordinò alla divisione di lanciarsi tutta unita contro le posizioni nemiche. Anche questo tentativo si rivelò però infruttuoso poiché un furioso contrattacco francese l'aveva costretta a ritirarsi sulla sponda destra della Cernaia. Gorčakov ordinò allora alla 17ª Divisione russa, posta sull'ala sinistra, di convergere verso lo schieramento orientale per supportare l'offensiva contro i francesi. Il movimento dei russi fu però arrestato dalla brigata Saucier e dalla brigata piemontese, che la prese di fianco, e dopo breve lotta la respinse a sua volta in disordine al di là del fiume. Nel frattempo il generale Gabrielli di Montevecchio, alla testa della 4ª Brigata rioccupava le opere dello zig-zag.
La battaglia alle dieci del mattino era vinta, i russi battevano in ritirata su tutta la linea, protetti dalle loro artiglierie e disturbati efficacemente dalla cavalleria piemontese.

## Conseguenze
La sconfitta della Cernaia fu per i russi un vero e proprio disastro. La battaglia, che aveva visto le truppe zariste essere messe in ritirata da un nemico numericamente molto inferiore, segnò di fatto la sorte della piazzaforte di Sebastopoli.
I numeri delle perdite della battaglia della Cernaia, alla quale parteciparono 57 000 russi, 27 000 francesi e 10 000 soldati del Regno di Sardegna, variano secondo le fonti. Per i russi si contano dai 4 000 ai 10 000 fra morti e feriti; per i francesi da 227 a 300 fra morti e dispersi, oltre a 1 200 feriti circa; per i piemontesi si parla invece di 14 morti, 46 dispersi e 170 feriti. Altre fonti riportano perdite alleate (tra morti e feriti) per complessivi 1 761 uomini.

## La battaglia nella cultura popolare

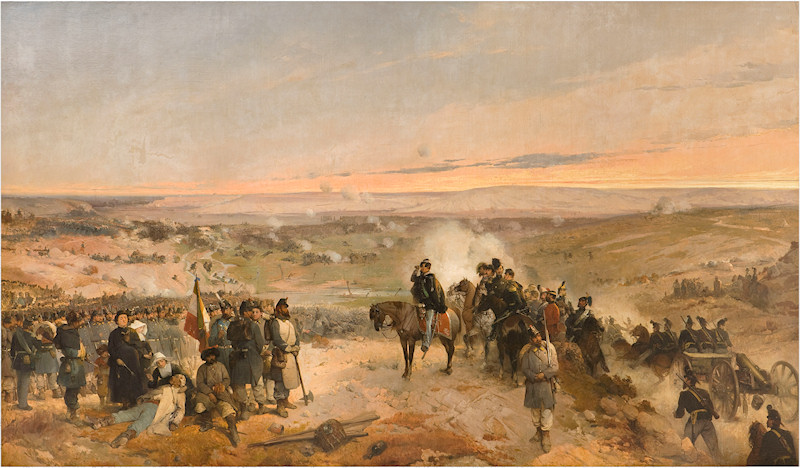
Gerolamo Induno, La battaglia della Cernaia (1857)

La battaglia della Cernaia costituisce il soggetto di un famoso dipinto del pittore e patriota italiano Gerolamo Induno che vi prese personalmente parte nei ranghi dell'esercito piemontese, oltre all'affresco realizzato da Vincenzo De Stefani all'interno della Torre monumentale di San Martino della Battaglia.
Inoltre, tale battaglia rappresenta un'acme narrativo nel romanzo antimilitarista Una nobile follia di Igino Ugo Tarchetti , del 1866, il quale fomentò il dibattito letterario e sociale, che lo vedeva contrapposto a Edmondo De Amicis, riguardo le precarie condizioni di vita nell'esercito.

## Omaggi
Nella capitale sabauda fu deciso di intitolare una strada in onore della battaglia. La via venne progettata nel 1855, su terreni allora occupati dalla cittadella di Torino, mentre i lavori iniziarono l'anno seguente.